# George F. Whitworth
George Frederick Whitworth (Boston, 1816. március 15. – Seattle, 1907. október 6.) presbiteriánus misszionárius; a Whitworth Főiskola (ma Whitworth Egyetem) alapítója, valamint a Washingtoni Egyetem harmadik és hetedik rektora.
George F. Whitworth 1816. március 15-én született Bostonban; szülei Matthew és Suzannah Whitworth. 1828-ban családja az Ohio állambeli Mansfieldbe költözött, ahol Whitworth édesapjától megtanulta a hámkészítés módját. Később Terre Haute lett az otthonuk, ahol a South Hanover Főiskolára járt. 1838-ban feleségül vette a presbiteriánus családból származó Mary Elizabeth Thomsont. 1847-ben Indiana államban elvégezte a New Albany-i Teológiai Szemináriumot, majd lelkipásztori szolgálatba kezdett.
Whitworth az 1867-ben létrejött Lake Washington Coal Company, valamint Jotham. W. Goodellel az első Grand Mound-i templom társalapítója.

## Fordítás
- Ez a szócikk részben vagy egészben  a   George F. Whitworth című angol Wikipédia-szócikk ezen változatának fordításán alapul.  Az eredeti cikk szerkesztőit annak laptörténete sorolja fel. Ez a jelzés csupán a megfogalmazás eredetét és a szerzői jogokat jelzi, nem szolgál a cikkben szereplő információk forrásmegjelöléseként.